# Солман, Джозеф
Джозеф Солман (англ. Joseph Solman; имя при рождении Иосиф Натанович Сольман; 25 января 1909, Витебск, Российская Империя — 16 апреля 2008, Нью-Йорк, США) — американский художник-экспрессионист, педагог.

## Биография
Родился в Витебске в еврейской семье портного Натана Сольмана и Розы Сольман (урожд. Пескин). В 1912 году, когда Джозефу Солману было три года, его семья эмигрировала в США в Нью-Йорк и поселилась в Джамейке в Куинсе. Солман посещал занятия в Лиге студентов-художников Нью-Йорка, а также закончил в Национальной художественной академии в 1930 году.
В 1935 году Солман и Марк Ротко создали группу прогрессивных экспрессионистов «Десять», в которую входили Адольф Готтлиб, Луис Шанкер, Илья Болотовский и другие известные художники.
Искусство Джозефа Солмана считается «национальным сокровищем»; его называют «человеком-легендой в американском искусстве XX века» («Washington Post», 1999).

## Семья
- Рут Романовски (Ruth Romanofsky; 1933 — 07.1999) — жена (с 1933 года)
  - Солман, Пол[англ.] (род. 1944) — сын, журналист, экономический обозреватель.
  - Ронни Солман — дочь, учитель.